# Addameer
Addameer (Arabisch: الضمير) is een Palestijnse mensenrechtenorganisatie die ijvert voor de rechten van door Israël en de Palestijnse autoriteiten gevangen gehouden Palestijnen.
De organisatie verleent rechtsbijstand aan gevangenen in Israëlische en Palestijnse gevangenissen en aan hun familie, houdt statistieken bij van het aantal gevangenen, hun namen en hun verblijfplaats, en strijdt op internationaal niveau voor hun rechten. Addameer streeft naar de opbouw van een vrije en democratische Palestijnse samenleving die gebaseerd is op gerechtigheid, gelijkheid, wettelijke regelgeving en respect voor de mensenrechten. Dit alles in het kader van het recht op zelfbeschikking.

## Organisatie
De naam Addameer betekent in het Arabisch 'geweten' (Engels: conscience). Het is een NGO die is opgericht in 1991 door een groep activisten met interesse voor mensenrechten. Addameer is gevestigd in Ramallah. Het logo bestaat uit een vliegende witte duif die een prikkeldraad doorbreekt, met daarin de naam in Westers en Arabisch schrift. De organisatie is aangesloten bij het Palestinian NGO Network (PNGO), een koepel van circa 30 NGO's die opkomen voor de Palestijnen, autonomie en beëindiging van de Israëlische bezetting.

### Activiteiten
Addameer biedt gratis juridische hulp aan Palestijnse politieke gevangenen en strijdt op nationaal en internationaal niveau voor hun rechten. Zij streeft naar het stoppen van marteling en andere schendingen van de rechten van de gevangenen door middel van monitoring, wettelijke procedures en het organiseren van en deelnemen aan solidariteitscampagnes. Jaarlijks biedt Addameer hulp aan honderden Palestijnse gevangenen en hun familie.
Juridische bijstand is sinds de oprichting de basis geweest van de organisatie. Naast een afdeling 'Juridische hulp' heeft Addameer een 'Documentatie en Onderzoeksafdeling', een 'Publiciteits- en Lobby afdeling' die vooral op de internationale gemeenschap is gericht, en een 'Trainings- en Bewustwordingsafdeling' die vooral op de Israëlische en Palestijnse gemeenschap is gericht.
Addameer publiceert regelmatig cijfers, rapporten en andere informatie op haar website in het Arabisch, Engels en Spaans. Eind november 2023 telde Addameer ten tijde van de Gazaoorlog van 2023-2024 meer dan 7000 door Israël vastgehouden politieke gevangenen, waarvan er meer dan 2500 zonder aanklacht en voor onbepaalde tijd gevangen zaten in administratieve detentie. Er zaten zo'n 200 kinderen gevangen, waarvan circa 26 in administratieve detentie. Sinds 7 oktober waren met name op de Westelijke Jordaanoever de aantallen sterk opgelopen en was er sprake van veelvuldige mishandeling en marteling. Er zijn regelmatig rapporten over grootschalige martelpraktijken in zowel Israëlische als Palestijnse gevangenissen.

### Aangemerkt als terreurorganisaties
Het Israëlische Nationale Bureau voor de Financiering van Terrorismebestrijding (NBCTF), heeft in 2021 Addameer als 1 van 6 organisaties die behoren tot het "Volksfront voor de Bevrijding van Palestina" aangemerkt als terreurorganisaties omdat ze een netwerk vormen van organisaties die undercover actief zijn op het internationale front namens het "Volksfront", om zijn activiteit te ondersteunen en zijn doelstellingen te bevorderen. 
 De aanwijzing werd veroordeeld door Amnesty International, Human Rights Watch en het Bureau van de Hoge Commissaris van de Verenigde Naties voor de Mensenrechten (OHCHR), die het een "frontale aanval op de Palestijnse mensenrechtenbeweging en op de mensenrechten overal" noemden.   In 2018 waarschuwde de Washington Post voor Addameer als mensenrechtengroep. Uit eigen onderzoek concludeerde de krant, dat tal van medewerkers en bestuursleden van Addameer banden hebben met de terroristische groepering Popular Front for the Liberation of Palestine (PFLP). 
In 2022 kwam The Guardian met een artikel waarin zij beweerde inzage te hebben gehad in een geheim CIA rapport dat de CIA geen enkel bewijs kon vinden ter ondersteuning van het besluit van Israël om zes prominente Palestijnse NGO's als "terroristische organisaties" te bestempelen. 
In juni 2025 heeft het U.S. Department of the Treasury  de stichting Addameer op de sanctielijst terrorisme geplaats. Addameer Prisoner Support and Human Rights Association wordt aangewezen, omdat het eigendom is van, onder zeggenschap staat of wordt geleid door, of omdat het heeft gehandeld of beweerd te handelen voor of namens, direct of indirect, de PFLP. 